# Associazione Calcio Forlì 1961-1962
Questa voce raccoglie le informazioni riguardanti l'Associazione Calcio Forlì nelle competizioni ufficiali della stagione 1961-1962.

## Stagione
Nella stagione 1961-1962 il Forlì disputa il girone B del campionato di Serie C, un torneo a 18 squadre che prevede una promozione e due retrocessioni, con 33 punti si piazza in nona posizione di classifica. Il torneo è stato vinto con 44 punti dal Cagliari che è stato promosso in Serie B, sono retrocesse in Serie D l'Empoli e lo Spezia con 27 punti.
Nel Forlì lascia l'incarico il presidente Franco Cappelli, al suo posto alla massima carica societaria accede Francesco Lombardi. Viene ceduto al Genoa Antonio Colombo per 15 milioni, lasciano Forlì anche il bomber Renato Ronconi, Riccardo Sorci, Addis Savoldi, Romano Bertoni, il portiere Fausto Mezzanzanica e la mezzala Mario Deotto. Per sostituirli arrivano in Romagna Alfredo Tardivo, Aldo Daniele, Benito Novello, Renato Ravanelli, Giulio Smenghi e Roberto Cazzoli preso dal Belluno, che con 7 reti risulta il miglior marcatore stagionale biancorosso. Sulla panchina viene richiamato Alvaro Bentivogli un pezzo di storia del calcio forlivese. Nel campionato si parte bene con i successi su Rimini, Del Duca Ascoli e Cesena, poi la squadra a causa della giovane età, ha un andamento altalenante, ed il torneo si chiude a metà classifica con 33 punti.

## Rosa
| N. |                   | Ruolo | Calciatore         |
| -- | ----------------- | ----- | ------------------ |
|    | Italia (bandiera) | D     | Auro Bentivogli    |
|    | Italia (bandiera) | C     | Roberto Cazzoli    |
|    | Italia (bandiera) | C     | Gianfranco Coaro   |
|    | Italia (bandiera) | D     | Aldo Daniele       |
|    | Italia (bandiera) | P     | Biagio Dreossi     |
|    | Italia (bandiera) | P     | Ezio Genero        |
|    | Italia (bandiera) | A     | Mario Gerardi      |
|    | Italia (bandiera) | D     | Gilberto Gregorini |
|    | Italia (bandiera) | C     | Gianpaolo Landi    |
|    | Italia (bandiera) | C     | Renato Luosi       |
|    | Italia (bandiera) | A     | Fabrizio Nicoletti |

| N. |                   | Ruolo | Calciatore           |
| -- | ----------------- | ----- | -------------------- |
|    | Italia (bandiera) | C     | Benito Novello       |
|    | Italia (bandiera) | D     | Renato Picci         |
|    | Italia (bandiera) | A     | Renato Ravanelli     |
|    | Italia (bandiera) | C     | Gennaro Ricciardelli |
|    | Italia (bandiera) | A     | Giulio Smenghi       |
|    | Italia (bandiera) | D     | Alfredo Tardivo      |
|    | Italia (bandiera) | C     | Franco Tisselli      |
|    | Italia (bandiera) | A     | Pierpaolo Ugolini    |
|    | Italia (bandiera) | C     | Mario Uxa            |
|    | Italia (bandiera) | C     | Bruno Villa          |
|    | Italia (bandiera) | C     | Vittorio Zanetti     |

## Risultati

### Girone di andata
| Arbitro: | Tarabori (Lucca) |

|                  |           |                 |
| Cazzoli 44’, 57’ | Marcatori | 78’ (rig.) Neri |

| Arbitro: | Recanati (Roma) |

|           |           |             |
| Derlin 8’ | Marcatori | 69’ Cazzoli |

| Arbitro: | D'Auria (Roma) |

|                                     |           |                      |
| Smenghi 11’ Cazzoli 16’ Novello 30’ | Marcatori | 84’ (rig.) Barchiesi |

| Arbitro: | Zanchi (Mestre) |

|             |           |           |
| Zanetti 68’ | Marcatori | 71’ Corti |

| Arbitro: | Paciello (Foggia) |

|                                |           |                      |
| Aldi 4’ Pazzi 25’ Zecchini 36’ | Marcatori | 88’ (rig.) Gregorini |

| Arbitro: | Sabatella (Potenza) |

|                                         |           |             |
| Sebastiani 20’ Pomelli 38’ Rambotti 86’ | Marcatori | 82’ Cazzoli |

| Arbitro: | Marengo (Chiavari) |

|                  |           |  |
| Ricciardelli 64’ | Marcatori |  |

| Arbitro: | Losacco (Bari) |

|                      |           |           |
| Meroi 5’ Beretta 35’ | Marcatori | 40’ Coaro |

| Arbitro: | Mariotti (Firenze) |

|             |           |           |
| Novello 49’ | Marcatori | 34’ Lepri |

| Forlì 26 novembre 1961 10ª giornata | Forlì            | 0 – 0 | Cagliari | Stadio Tullo Morgagni\| Arbitro: \| Pfifner (Torino) \| |
| Arbitro:                            | Pfifner (Torino) |       |          |                                                         |

| Arbitro: | Marchiori (Padova) |

|  |           |                         |
|  | Marcatori | 70’ Zanetti 88’ Cazzoli |

| Arbitro: | Minghetti (Roma) |

|                           |           |  |
| Cocciuti 83’ Mainardi 87’ | Marcatori |  |

| Forlì 17 dicembre 1961 13ª giornata | Forlì         | 0 – 0 | Pistoiese | Stadio Tullo Morgagni\| Arbitro: \| Pisani (Roma) \| |
| Arbitro:                            | Pisani (Roma) |       |           |                                                      |

| Arbitro: | Accomazzo (Vercelli) |

|         |           |  |
| Uxa 16’ | Marcatori |  |

| Arbitro: | Olivati (Genova) |

|          |           |  |
| Bona 74’ | Marcatori |  |

| Ravenna 14 gennaio 1962 16ª giornata | Sarom Ravenna     | 0 – 0 | Forlì | Stadio della Darsena\| Arbitro: \| Pignatta (Torino) \| |
| Arbitro:                             | Pignatta (Torino) |       |       |                                                         |

| Arbitro: | Prandstraller (Mestre) |

|                                 |           |  |
| Teneggi 80’, 82’ Corsellini 87’ | Marcatori |  |

### Girone di ritorno
| Arbitro: | Cadel (Mestre) |

|                                  |           |            |
| Orazi 22’, 60’ Veronesi 47’, 76’ | Marcatori | 4’ Smenghi |

| Arbitro: | Monti (Ancona) |

|           |           |  |
| Luosi 90’ | Marcatori |  |

| Arbitro: | Pianca (Milano) |

|  |           |                      |
|  | Marcatori | 75’ (rig.) Gregorini |

| Arbitro: | Fogliamanzillo (Torre Annunziata) |

|  |           |                    |
|  | Marcatori | 40’ (rig.) Daniele |

| Arbitro: | Magrini (Venezia) |

|                                   |           |  |
| Nicoletti 16’ Uxa 40’ Cazzoli 83’ | Marcatori |  |

| Arbitro: | Trezza (Verona) |

|                  |           |  |
| Ricciardelli 15’ | Marcatori |  |

| Arbitro: | Galatolo (Santa Margherita Ligure) |

|                |           |  |
| Leoni 26’, 51’ | Marcatori |  |

| Arbitro: | Cicconetti (Pordenone) |

|               |           |            |
| Nicoletti 56’ | Marcatori | 74’ Alessi |

| Sassari 1º aprile 1962 26ª giornata | Torres          | 0 – 0 | Forlì | Stadio Acquedotto\| Arbitro: \| Recanati (Roma) \| |
| Arbitro:                            | Recanati (Roma) |       |       |                                                    |

| Arbitro: | Pieroni (Roma) |

|                                                       |           |  |
| Torriglia 6’ Serradimigni 16’ Gazza 17’ Gagliardi 40’ | Marcatori |  |

| Arbitro: | D'Auria (Roma) |

|           |           |  |
| Luosi 46’ | Marcatori |  |

| Arbitro: | Lattanzi (Roma) |

|               |           |  |
| Nicoletti 51’ | Marcatori |  |

| Arbitro: | Marchiori (Padova) |

|                                                 |           |  |
| Mangani 29’ Savoia 76’ Taffarello 82’, 86’, 88’ | Marcatori |  |

| Arbitro: | Acernese (Roma) |

|                  |           |  |
| Verdi 56’ (rig.) | Marcatori |  |

| Arbitro: | Fiduccia (Marsala) |

|             |           |                         |
| Zanetti 60’ | Marcatori | 8’ Mungai 70’, 84’ Bona |

| Arbitro: | Firmi (Crema) |

|                     |           |                                             |
| Uxa 40’ Ugolini 86’ | Marcatori | 22’ Ferrarese 30’, 34’ Taddei 77’ Redegalli |

| Forlì 3 giugno 1962 34ª giornata | Forlì           | 0 – 0 | Livorno | Stadio Tullo Morgagni\| Arbitro: \| Bassan (Rovigo) \| |
| Arbitro:                         | Bassan (Rovigo) |       |         |                                                        |